# Nederlandse kampioenschappen schaatsen sprint 2016
De Nederlandse kampioenschappen schaatsen sprint 2016 (voor mannen en vrouwen) werden op 22 en 23 januari 2016 gehouden in Thialf te Heerenveen.
Titelhouders waren de winnaars van het toernooi in Groningen van 2015, Hein Otterspeer en Thijsje Oenema. Otterspeer verspeelde zijn toernooi door een val op de tweede afstand, hij zag zijn titel gaan naar Kai Verbij. Oenema ontbrak vanwege ziekte, haar titel werd verrassend overgenomen door debutante Sanneke de Neeling.
De nummers één en twee van beide toernooien plaatsten zich voor de WK sprint 2016. Voor het derde ticket zou nog gestreden worden op de wereldbekerwedstrijd in Stavanger een week later.

## Programma
| Programma                                                                           | Programma                                                                           |
| ----------------------------------------------------------------------------------- | ----------------------------------------------------------------------------------- |
| vrijdag 22 januari                                                                  | zaterdag 23 januari                                                                 |
| 1e 500 meter vrouwen 1e 500 meter mannen 1e 1000 meter vrouwen 1e 1000 meter mannen | 2e 500 meter vrouwen 2e 500 meter mannen 2e 1000 meter vrouwen 2e 1000 meter mannen |

## Mannen

### Afstandmedailles
| Afstand  | 1e            | 2e                      | 3e              |
| -------- | ------------- | ----------------------- | --------------- |
| 1e 500m  | Ronald Mulder | Hein Otterspeer         | Jan Smeekens    |
| 1e 1000m | Kai Verbij    | Gerben Jorritsma        | Thomas Krol     |
| 2e 500m  | Dai Dai Ntab  | Jan Smeekens Kai Verbij |                 |
| 2e 1000m | Kai Verbij    | Gerben Jorritsma        | Hein Otterspeer |

### Eindklassement
| #      | Schaatser             | 500m       | 1000m        | 500m       | 1000m        | Punten  |
| ------ | --------------------- | ---------- | ------------ | ---------- | ------------ | ------- |
| Goud   | Kai Verbij            | 35,26 (4)  | 1.09,12 (1)  | 35,05 (2)  | 1.09,14 (1)  | 139,440 |
| Zilver | Ronald Mulder         | 34,92 (1)  | 1.10,04 (7)  | 35,25 (6)  | 1.10,14 (9)  | 140,260 |
| Brons  | Gerben Jorritsma      | 35,45 (6)  | 1.09,32 (2)  | 35,61 (9)  | 1.09,44 (2)  | 140,440 |
| 4      | Pim Schipper          | 35,48 (7)  | 1.09,81 (5)  | 35,43 (7)  | 1.09,47 (4)  | 140,550 |
| 5      | Jesper Hospes         | 35,32 (5)  | 1.09,93 (6)  | 35,43 (7)  | 1.10,37 (11) | 140,900 |
| 6      | Michel Mulder         | 35,63 (11) | 1.10,98 (12) | 35,14 (4)  | 1.09,58 (5)  | 141,050 |
| 7      | Thomas Krol           | 35,64 (12) | 1.09,44 (3)  | 35,89 (13) | 1.09,65 (6)  | 141,075 |
| 8      | Sjoerd de Vries       | 35,59 (9)  | 1.09,64 (4)  | 36,01 (15) | 1.10,08 (8)  | 141,460 |
| 9      | Jan Smeekens          | 35,14 (3)  | 1.11,03 (13) | 35,05 (2)  | 1.11,86 (15) | 141,635 |
| 10     | Lucas van Alphen      | 36,07 (16) | 1.10,50 (9)  | 35,72 (11) | 1.10,03 (7)  | 142,055 |
| 11     | Martijn van Oosten    | 35,84 (14) | 1.10,32 (8)  | 35,88 (12) | 1.10,36 (10) | 142,060 |
| 12     | Dai Dai Ntab          | 35,61 (10) | 1.12,25 (20) | 35,03 (1)  | 1.11,30 (14) | 142,415 |
| 13     | Aron Romeijn          | 35,52 (8)  | 1.10,78 (10) | 35,67 (10) | 1.12,61 (18) | 142,885 |
| 14     | Thijs Roozen          | 36,13 (17) | 1.10,92 (11) | 36,35 (17) | 1.11,21 (13) | 143,545 |
| 15     | Thijs Govers          | 36,41 (18) | 1.11,86 (18) | 36,37 (18) | 1.12,91 (20) | 145,165 |
| 16     | Wessel Schilders      | 36,57 (19) | 1.11,78 (17) | 36,64 (19) | 1.12,81 (19) | 145,505 |
| 17     | Sander Meijerink      | 36,91 (23) | 1.11,35 (15) | 36,97 (21) | 1.12,05 (16) | 145,580 |
| 18     | Alexander van Hasselt | 36,79 (21) | 1.11,93 (19) | 36,74 (20) | 1.12,31 (17) | 145,650 |
| 19     | Frerik Scheffer       | 37,14 (24) | 1.13,59 (23) | 37,16 (22) | 1.13,63 (21) | 147,910 |
| 20     | Joost Born            | 35,71 (13) | 1.11,19 (14) | 42,14 (23) | 1.11,12 (12) | 149,005 |
| 21     | Hein Otterspeer       | 35,03 (2)  | 1.48,35 (24) | 35,20 (5)  | 1.09,46 (3)  | 159,135 |
|        | Oscar van Leen        | 36,84 (22) | 1.11,50 (16) | 35,91 (14) | DQ           |         |
|        | Niek Deelstra         | 36,02 (15) | 1.12,60 (22) | 36,25 (16) |              |         |
|        | Carlo Cesar           | 36,58 (20) | 1.12,44 (21) | DQ         |              |         |
|        | Stefan Groothuis      | WDR        | WDR          |            |              |         |
|        | Arvin Wijsman         | WDR        | WDR          |            |              |         |
|        | Kjeld Nuis            | WDR        | WDR          |            |              |         |

## Vrouwen

### Afstandmedailles
| Afstand  | 1e                 | 2e                   | 3e                 |
| -------- | ------------------ | -------------------- | ------------------ |
| 1e 500m  | Margot Boer        | Sanneke de Neeling   | Janine Smit        |
| 1e 1000m | Sanneke de Neeling | Marrit Leenstra      | Ireen Wüst         |
| 2e 500m  | Margot Boer        | Floor van den Brandt | Janine Smit        |
| 2e 1000m | Marrit Leenstra    | Ireen Wüst           | Sanneke de Neeling |

### Eindklassement
| #      | Schaatser            | 500m       | 1000m        | 500m       | 1000m        | Punten  |
| ------ | -------------------- | ---------- | ------------ | ---------- | ------------ | ------- |
| Goud   | Sanneke de Neeling   | 38,86 (2)  | 1.16,08 (1)  | 38,89 (4)  | 1.16,55 (3)  | 154,065 |
| Zilver | Marrit Leenstra      | 39,06 (6)  | 1.16,18 (2)  | 38,98 (7)  | 1.16,05 (1)  | 154,155 |
| Brons  | Margot Boer          | 38,77 (1)  | 1.17,11 (5)  | 38,74 (1)  | 1.16,93 (5)  | 154,530 |
| 4      | Anice Das            | 39,02 (5)  | 1.17,41 (7)  | 38,97 (5)  | 1.16,82 (4)  | 155,105 |
| 5      | Janine Smit          | 38,92 (3)  | 1.17,30 (6)  | 38,82 (3)  | 1.17,45 (7)  | 155,115 |
| 6      | Ireen Wüst           | 39,56 (11) | 1.16,40 (3)  | 39,55 (12) | 1.16,28 (2)  | 155,450 |
| 7      | Annette Gerritsen    | 38,97 (4)  | 1.17,81 (8)  | 39,09 (8)  | 1.17,94 (9)  | 155,935 |
| 8      | Roxanne van Hemert   | 39,56 (11) | 1.16,96 (4)  | 39,42 (9)  | 1.17,27 (6)  | 156,095 |
| 9      | Floor van den Brandt | 39,16 (7)  | 1.18,57 (9)  | 38,75 (2)  | 1.18,48 (11) | 156,435 |
| 10     | Bo van der Werff     | 39,31 (8)  | 1.18,60 (10) | 39,45 (10) | 1.17,88 (8)  | 157,000 |
| 11     | Rosa Pater           | 39,45 (9)  | 1.19,06 (13) | 39,48 (11) | 1.19,02 (13) | 157,970 |
| 12     | Letitia de Jong      | 40,29 (18) | 1.18,84 (12) | 39,92 (13) | 1.17,94 (9)  | 158,600 |
| 13     | Mayon Kuipers        | 39,47 (10) | 1.21,88 (24) | 38,97 (5)  | 1.19,80 (16) | 159,280 |
| 14     | Manouk van Tol       | 40,26 (17) | 1.18,80 (11) | 40,29 (20) | 1.18,67 (12) | 159,285 |
| 15     | Lotte van Beek       | 40,12 (16) | 1.19,63 (14) | 40,05 (15) | 1.19,06 (14) | 159,515 |
| 16     | Tessa Boogaard       | 40,09 (15) | 1.19,80 (15) | 40,19 (18) | 1.19,10 (15) | 159,730 |
| 17     | Maud van der Meer    | 40,57 (20) | 1.19,97 (16) | 40,27 (19) | 1.20,22 (18) | 160,935 |
| 18     | Bente van den Berge  | 39,69 (13) | 1.21,41 (19) | 39,99 (14) | 1.21,11 (21) | 160,940 |
| 19     | Aveline Hijlkema     | 40,61 (21) | 1.20,36 (17) | 40,35 (21) | 1.19,98 (17) | 161,130 |
| 20     | Leeyen Harteveld     | 40,67 (22) | 1.20,78 (18) | 40,88 (24) | 1.20,50 (19) | 162,190 |
| 21     | Dione Voskamp        | 40,54 (19) | 1.21,67 (22) | 40,09 (17) | 1.21,59 (22) | 162,260 |
| 22     | Danouk Bannink       | 40,77 (24) | 1.21,50 (20) | 40,54 (23) | 1.21,09 (20) | 162,605 |
| 23     | Steffi Wubben        | 40,75 (23) | 1.21,64 (21) | 40,43 (22) | 1.21,65 (23) | 162,825 |
| 24     | Moniek Klijnstra     | 39,75 (14) | 1.21,84 (23) | 40,06 (16) |              | 120,730 |